# Karl Formes
Karl Johann Franz Formes, conegut també com a Charles John Formes (Mülheim am Rhein, 7 d'agost de 1815 - San Francisco, 15 de desembre de 1889), va ser un baix alemany que tingué una carrera internacional prestigiosa i llarga sobretot a Alemanya i a les ciutats de Londres i Nova York. Esdevingué molt famós i fou una de les persones més sol·licitades en el seu ofici, i així es van compondre diversos rols especialment ideats per a la seva veu de baix, particularment el de Plunkett a l'òpera Martha, que va escriure Friedrich von Flotow.